# Liste des visites officielles au château de Versailles

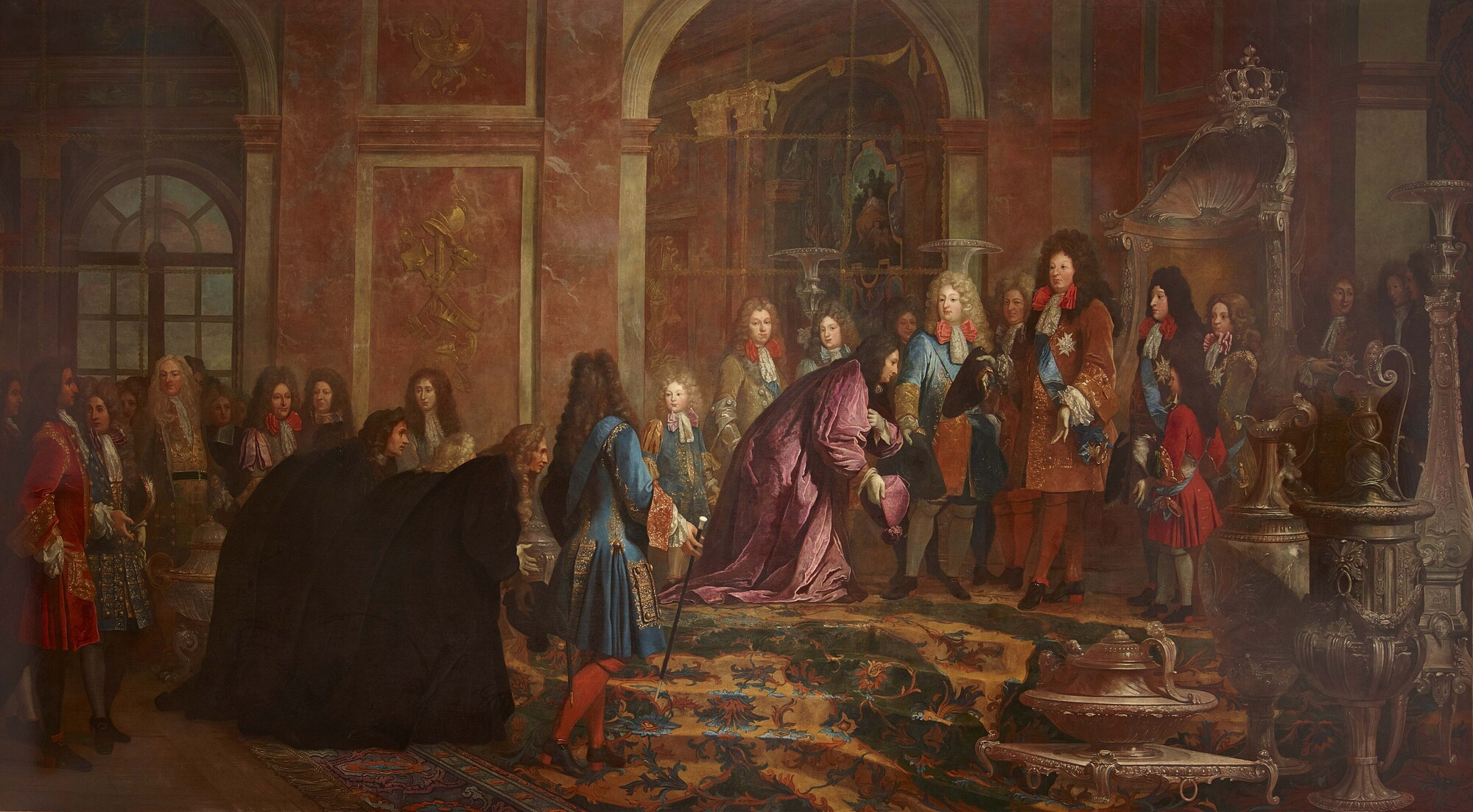
Première réception officielle dans la galerie des Glaces : la visite du doge de Gênes le 15 mai 1685.

Cette page recense les visites officielles effectuées au château de Versailles, de sa construction jusqu'à nos jours.

## Historique
Depuis le XVIIe siècle, le château de Versailles reçoit la visite d'autorités et de représentants officiels. Certaines de ces visites sont d'ordre privé et même si elles s'entourent le plus souvent d'égards particuliers, elles ne concernent pas le présent article. D'autres sont effectuées dans le cadre de visites dites « officielles », voire de « visites d'État ».
La visite officielle se définit comme la réception ès qualités d'une autorité. Cette autorité peut être française ou étrangère. Dans le cas d'un officiel français se déplaçant en tant que tel à Versailles — président de la République, ministre, élu ou délégation d'élus — il est reçu selon son rang et les considérations définies par le protocole.
S'il s'agit d'une autorité étrangère, elle reçoit en général les honneurs à son arrivée sur le territoire français ; la suite de son séjour, qui peut éventuellement prévoir un déplacement à Versailles, garde habituellement son caractère formel,. À un degré supérieur de ce discours diplomatique, la « visite d'État » symbolise l'accueil d'un État et d'un peuple souverain (à travers son représentant) par l'État français.
Dans tous les cas, ces visites se caractérisent par une pompe et des manifestations définies par le protocole, notamment des marques de déférence appelées « honneurs » qui peuvent être civils et militaires : exécution des hymnes nationaux, pavoisement, détachement militaire, prise d'armes.

### Sous l'Ancien Régime
Sous l'Ancien Régime, l'expression « visite officielle » n'est pas usitée. Toute arrivée d'un souverain ou de son représentant à Versailles, espace de représentation du pouvoir, prend de fait une signification officielle. L'accueil à la cour de France d'une personnalité étrangère — souverain, prince héréditaire, membre de famille royale ou ambassadeur — est ainsi régi par l'étiquette et le Cérémonial français (1649), volumineux in-folio qui ne compte pas moins de 2 000 pages.
À partir du XVIIIe siècle, sous les règnes de Louis XV et Louis XVI, la lourdeur de cette étiquette amène certains souverains et princes étrangers à vouloir être reçus à Versailles sous incognito. Il s'agit toutefois d'un anonymat relatif puisqu'ils sont traités avec tous les égards dus à leur rang et participent aux cérémonies officielles, notamment les présentations à la cour.

### Le protocole républicain
À l'instar de l'Ancien Régime, la République utilise la visite officielle comme « un moment exemplaire de la mise en scène du prestige de l'État », usant des éléments les plus signifiants du langage diplomatique, jusqu'à la minutie et avec un sens extrême du détail. Régulièrement allégé et adapté depuis le XIXe siècle, ce protocole régit tout déplacement à Versailles d'une personnalité en visite officielle ou d'État.
L'organisation et les détails du déplacement sont du ressort d'un service placé sous l'autorité du chef du Protocole de la République. Cet organe, composé pour moitié de diplomates, dépend de la présidence de la République et occupe treize personnes, tous effectifs confondus.

## Liste des visites depuis 1636
(liste non exhaustive en l'état)
| Date                  | Puissance invitée                                                     | Puissance invitante (ou son représentant) | Détail |
| --------------------- | --------------------------------------------------------------------- | ----------------------------------------- | --- |
| 25 février 1636       | Édouard Ier Farnèse                                                   | Louis XIII                                | Première réception d'un souverain à Versailles |
| 12 septembre 1671     | Ambassadeur de Venise                                                 | Louis XIV                                 | Le roi fait visiter les jardins à Francesco Michieli |
| 5 novembre 1673       | Princesse de Modène                                                   | Louis XIV                                 | Épouse du futur Jacques II d'Angleterre |
| avril-juillet 1681    | Ambassade de Moscovie                                                 | Louis XIV                                 | |
| 15 mai 1685           | Doge de Gênes                                                         | Louis XIV                                 | Première grande réception dans la galerie des Glaces |
| 1er septembre 1686    | Ambassade du Siam                                                     | Louis XIV                                 | |
| 8 janvier 1689        | Roi Jacques II d'Angleterre                                           | Louis XIV                                 | |
| 21 janvier 1693       | Prince royal de Danemark                                              | Louis XIV                                 | |
| 25 mai 1698           | Jean-Gaston de Médicis                                                | Louis XIV                                 | Prince héritier du grand-duché de Toscane |
| 16 février 1699       | Ambassade du Maroc                                                    | Louis XIV                                 | Les envoyés de Moulay Ismail, émule de Louis XIV |
| 21 novembre 1699      | Léopold Ier de Lorraine                                               | Louis XIV                                 | |
| 21 septembre 1701     | Roi Jacques III d'Angleterre                                          | Louis XIV                                 | |
| 12 mai 1704           | Charles III, duc de Mantoue                                           | Louis XIV                                 | |
| 26 septembre 1706     | Joseph, électeur de Cologne                                           | Louis XIV                                 | |
| 4 mars 1710           | Maximilien, électeur de Bavière                                       | Louis XIV                                 | |
| 4 janvier 1711        | Joseph, électeur de Cologne                                           | Louis XIV                                 | |
| 27 septembre 1714     | « Comte de Lusace »                                                   | Louis XIV                                 | alias le prince électeur Frédéric-Auguste de Saxe. Présentation à la cour |
| 19 février 1715       | Ambassade de Perse                                                    | Louis XIV                                 | Réception de Mehmet Rıza Beğ dans la galerie des Glaces |
| 24-26 mai 1717        | Tsar Pierre le Grand                                                  | Louis XV                                  | En présence du duc d'Orléans, régent de France |
| 30 mars 1726          | Reine douairière d'Espagne                                            | Louis XV                                  | Louise Élisabeth d'Orléans, veuve de don Luis |
| 1er février 1730      | François III de Lorraine                                              | Louis XV                                  | |
| 19 janvier 1735       | Ambassade de Tripoli                                                  | Louis XV                                  | Réception de Hadji Mehemet Effendi dans la cour de Marbre |
| 7 juin 1736           | Stanislas Leszczynski                                                 | Louis XV                                  | |
| 11 janvier 1740       | Ambassade de la Sublime Porte                                         | Louis XV                                  | Réception de Saïd Mehemet Pacha |
| juin 1751             | « Comte de Sponheim »                                                 | Louis XV                                  | alias le duc de Palatinat-Deux-Ponts |
| 4 septembre 1757      | Duchesse de Parme                                                     | Louis XV                                  | |
| 14 juin 1758          | « Comte de Lusace »                                                   | Louis XV                                  | alias le prince Xavier de Saxe. Présentation à la cour |
| 2 février 1759        | Princesse d'Anhalt-Zerbst                                             | Louis XV                                  | Présentation à la cour |
| 15 octobre 1761       | Prince Clément de Saxe                                                | Louis XV                                  | Prince-électeur de Trèves |
| septembre 1762        | « Comtesse de Henneberg »                                             | Louis XV                                  | alias la princesse Christine de Saxe |
| 8 février 1763        | Prince héréditaire de Nassau                                          | Louis XV                                  | Présentation à la famille royale |
| juin 1765             | Prince de Palatinat-Deux-Ponts                                        | Louis XV                                  | Présentation à la famille royale |
| 22 avril 1766         | « Comte de Blackenbourg »                                             | Louis XV                                  | alias le prince héréditaire de Bunswick-Lunebourg |
| 30 janvier 1768       | Prince héréditaire de Nassau                                          | Louis XV                                  | Présentation à la cour |
| 13 juillet 1768       | Prince Frédéric d'Anhalt                                              | Louis XV                                  | |
| 21 novembre 1768      | Roi Christian VII de Danemark                                         | Louis XV                                  | |
| 20 décembre 1768      | « Comte de Roda »                                                     | Louis XV                                  | alias le prince héréditaire de Saxe-Gotha |
| 25 juillet 1769       | « Comte de Barby »                                                    | Louis XV                                  | alias prince Charles-Christian de Saxe, ex duc de Courlande |
| 10 mars 1770          | Prince de Nassau-Saarbruck                                            | Louis XV                                  | Présentation à la famille royale |
| 9 septembre 1770      | « Comte de Vasa »                                                     | Louis XV                                  | alias le prince Charles de Suède |
| 14 janvier 1771       | « Comtesse de Henneberg »                                             | Louis XV                                  | alias la princesse Christine de Saxe |
| 9 février 1771        | « Comte de Gothland » « Comte d'Euland »                              | Louis XV                                  | alias le prince royal et le prince Adolphe de Suède |
| 23 février 1771       | Prince de Salm-Kyrbourg                                               | Louis XV                                  | Présentation à la famille royale |
| septembre 1771        | « Comte d'Eberstein »                                                 | Louis XV                                  | alias Charles Ier, margrave de Bade-Durlach |
| 24 mars 1772          | Prince de Nassau-Saarbruck                                            | Louis XV                                  | |
| 22 mars 1774          | Prince de Hesse-Rotenburg                                             | Louis XV                                  | Présentation à la famille royale |
| 27 septembre 1774     | Prince de Salm-Salm                                                   | Louis XVI                                 | Présentation à la famille royale |
| 7 mars 1775           | « Comtes d'Alstedt »                                                  | Louis XVI                                 | alias le duc de Saxe-Weimar-Eisenach et son frère |
| 3 juin 1775           | « Marquis de Marène » « Comte de Salussol » « Comte de Villefranche » | Louis XVI                                 | alias le prince de Carignan et ses deux fils (présentation à la famille royale) |
| 15 février 1776       | « Comte d'Urach »                                                     | Louis XVI                                 | alias Charles II de Wurtemberg (présentation à la cour) |
| 24 janvier 1777       | « Comte de Sponheim »                                                 | Louis XVI                                 | alias le duc de Palatinat-Deux-Ponts |
| 19 avril 1777         | « Comte de Falckenstein »                                             | Louis XVI                                 | alias l'empereur Joseph II d'Autriche |
| 23 novembre 1777      | Charles de Beaumont, chevalier d'Éon                                  | Louis XVI                                 | Présentation à la cour. En habit de femme |
| 20 mai 1778           | Benjamin Franklin                                                     | Louis XVI                                 | Ambassadeur américain avec Deane et Lee |
| 15 septembre 1778     | « Comte de Rastadt »                                                  | Louis XVI                                 | alias le prince de Holstein-Gottorp |
| 20 juillet 1779       | Prince de Salm-Kyrbourg                                               | Louis XVI                                 | Présentation à la cour |
| 13 février 1780       | « Comte d'Epstein »                                                   | Louis XVI                                 | alias le prince héréditaire de Hesse-Darmstadt |
| 29 juillet 1781       | « Comte de Falckenstein »                                             | Louis XVI                                 | alias l'empereur Joseph II d'Autriche (2e visite) |
| 20 mai 1782           | « Comte et comtesse du Nord »                                         | Louis XVI                                 | alias le grand-duc et la grande-duchesse de Russie |
| 7 janvier 1783        | Nonce apostolique                                                     | Louis XVI                                 | Remise de langes bénits pour le dauphin nouveau-né |
| 14 janvier 1783       | Prince de Hohenzollern                                                | Louis XVI                                 | Présentation à la cour |
| 23 septembre 1783     | Prince de Hesse-Darmstadt                                             | Louis XVI                                 | Présentation à la cour |
| 9 décembre 1783       | Prince de Nassau-Usingen                                              | Louis XVI                                 | Présentation à la cour |
| 9 décembre 1783       | Margrave d'Anspach                                                    | Louis XVI                                 | Présentation à la cour |
| 7 juin 1784           | « Comte de Haga »                                                     | Louis XVI                                 | alias le roi Gustave III de Suède |
| 30 mars 1784          | Prince de Nassau-Saarbruck                                            | Louis XVI                                 | |
| 13 mai 1786           | « Comte de Nellenbourg »                                              | Louis XVI                                 | alias l'archiduc Ferdinand d'Autriche-Este |
| 29 juillet 1786       | « Comte de Bely »                                                     | Louis XVI                                 | alias Albert de Saxe-Teschen, duc de Teschen |
| 17 juillet 1788       | Princesse Elisabeth de Saxe duchesse d'Esclignac                      | Louis XVI                                 | fille du Comte de Lusace alias le prince Xavier de Saxe. Présentation à la cour et à la famille royale                                                                                      |
| 10 août 1788          | Ambassade du sultan de Mysore                                         | Louis XVI                                 | Réception dans le salon d'Hercule |
| 12 juillet 1789       | Prince de Nassau-Saarbruck                                            | Louis XVI                                 | Avant-veille de la prise de la Bastille |
| 3 janvier 1805        | Pape Pie VII                                                          | Évêque de Versailles                      | Bénédiction donnée d'une fenêtre de la galerie des Glaces |
| 18 novembre 1807      | Reine de Westphalie                                                   | Napoléon Ier                              | |
| 6 décembre 1809       | Frédéric-Auguste Ier de Saxe                                          | Napoléon Ier                              | |
| 11 mai 1814           | Alexandre Ier de Russie Frédéric-Guillaume III de Prusse              | Visite d'autorité                         | Avant la signature du traité de Paris (30 mai 1814) |
| 9 août 1814           | Louis XVIII                                                           | Lui-même                                  | Première visite de Louis XVIII, roi de France, à Versailles |
| 17 août 1814          | Duchesse d'Angoulême                                                  | Louis XVIII                               | |
| 14 août 1815          | Duc et duchesse d'Angoulême Duc de Berry                              | Louis XVIII                               | |
| 1er novembre 1816     | Adolphe, duc de Cambridge                                             | Louis XVIII                               | |
| 6 août 1826           | Charles X                                                             | Lui-même                                  | |
| 10 juin 1837          | Louis-Philippe Ier                                                    | Lui-même                                  | Inauguration du musée de Versailles |
| 4 mai 1840            | Ernest Ier de Saxe-Cobourg Guillaume Ier de Wurtemberg                | Louis-Philippe Ier                        | Banquet royal et visite du palais aux flambeaux |
| 9 juin 1844           | Comte de Syracuse Duc Alexandre de Wurtemberg                         | Louis-Philippe Ier                        | |
| 1er septembre 1849    | Le « prince-président »                                               | Lui-même                                  | |
| 12 avril 1850         | Grande-duchesse de Bade                                               | Le « prince-président »                   | |
| 28 juin 1851          | Le « prince-président »                                               | Lui-même                                  | |
| 25 mai 1853           | Ferdinand, duc de Gênes                                               | Napoléon III                              | |
| 4 mars 1854           | Ernest II de Saxe-Cobourg                                             | Napoléon III                              | |
| 16 avril 1854         | George, duc de Cambridge                                              | Maréchal Vaillant                         | |
| 10 juin 1855          | Roi Pierre V de Portugal                                              | Maréchal Vaillant                         | |
| 21 août 1855          | Reine Victoria                                                        | Napoléon III                              | Visite des grands appartements, jeu des grandes eaux |
| 25 août 1855          | Reine Victoria                                                        | Napoléon III                              | Fête de nuit. La galerie des Glaces est éclairée au gaz |
| 19 octobre 1855       | Léopold, duc de Brabant                                               | Napoléon III                              | |
| 29 novembre 1855      | Roi Victor-Emmanuel                                                   | Maréchal Vaillant                         | |
| 9 mai 1856            | Guillaume Ier de Wurtemberg                                           | Maréchal Vaillant                         | |
| 20 mai 1856           | Prince Oscar de Suède                                                 | Napoléon III                              | Revue militaire au camp de Satory |
| 23 juin 1856          | Légat a latere de Pie IX                                              | Évêque de Versailles                      | |
| 11 novembre 1856      | Prince héréditaire de Toscane                                         | Maréchal Vaillant                         | |
| 19 décembre 1856      | Prince Frédéric de Prusse                                             | Maréchal Vaillant                         | |
| 8 mai 1857            | Grand-duc Constantin de Russie                                        | Maréchal Vaillant                         | |
| 31 mai 1857           | Roi Maximilien II de Bavière                                          | Maréchal Vaillant                         | |
| 8 février 1858        | Prince Christian de Danemark                                          | Maréchal Vaillant                         | |
| 27 mars 1858          | Prince Georges de Saxe                                                | Maréchal Vaillant                         | |
| 12 mai 1858           | Reine Sophie des Pays-Bas                                             | Maréchal Vaillant                         | |
| 21 mai 1858           | Prince héritier de Wurtemberg                                         | Maréchal Vaillant                         | |
| 20 août 1864          | François d'Assise, Roi d'Espagne                                      | Napoléon III                              | |
| 1867                  | Nombreux chefs d’État                                                 | Napoléon III                              | Nombreuses visites de souverains dans le cadre de l'Exposition universelle de 1867 |
| Juillet 1873          | Shah de Perse                                                         | Maréchal de Mc Mahon                      | Début des réceptions de chefs d'État par la République |
| 22 octobre 1878       | Nombreux chefs d’État                                                 | Maréchal de Mc Mahon                      | Grande soirée donnée dans le cadre de l'Exposition universelle de 1878 |
| 8 octobre 1896        | Tsar Nicolas II                                                       | Félix Faure                               | |
| 2 juin 1905           | Roi Alphonse XIII d'Espagne                                           | Émile Loubet                              | |
| 18 mai 1924           | Ras Tafari Makonnen                                                   | Alexandre Millerand                       | |
| 27 janvier 1928       | Amanullah Khan d'Afghanistan                                          | Édouard Herriot                           | Simple déjeuner dans la galerie basse |
| 16 juillet 1930       | Ahmed II, bey de Tunis                                                | André Pératé                              | Simple visite du château, déjeuner à l'hôtel Trianon Palace |
| 21 juillet 1938       | Roi George VI                                                         | Albert Lebrun                             | Passage en revue de 50 000 hommes |
| mai 1950              | Juliana (reine des Pays-Bas)                                          | Vincent Auriol                            | |
| 29 novembre 1950      | Roi Frédéric IX de Danemark                                           | Vincent Auriol                            | |
| 29 octobre 1954       | Hailé Sélassié Ier                                                    | René Coty                                 | |
| 9 avril 1957          | Reine Élisabeth II                                                    | René Coty                                 | Inauguration de l'Opéra royal restauré |
| 2 avril 1960          | Nikita Khrouchtchev                                                   | Général de Gaulle                         | |
| octobre 1960          | Rama IX                                                               | Général de Gaulle                         | |
| 26 mai 1961           | Baudouin, roi des Belges                                              | Général de Gaulle                         | |
| 1er juin 1961         | John Fitzgerald Kennedy                                               | Général de Gaulle                         | |
| octobre 1961          | Shah d'Iran                                                           | Général de Gaulle                         | |
| 27 juin 1963          | Roi Hassan II du Maroc                                                | Général de Gaulle                         | |
| 1965                  | Roi Frédéric IX de Danemark                                           | Général de Gaulle                         | |
| 20 décembre 1966      | Duc d'Édimbourg                                                       | Général de Gaulle                         | entretien dans le bureau du général de Gaulle. Après une séance de photos dans les jardins, les deux hommes rejoignent quelques invités pour un déjeuner organisé dans le salon des Glaces. |
| 20 juin 1967          | Harold Wilson                                                         | Général de Gaulle                         | loge au Grand Trianon |
| 9 février 1968        | Abdul Rahman Aref                                                     | Général de Gaulle                         | |
| 1er mars 1969         | Richard Nixon                                                         | Général de Gaulle                         | Séjour du président Nixon au Grand Trianon |
| 6 juin 1970           | Nicolae Ceaușescu                                                     | Georges Pompidou                          | |
| 1970                  | Omar Bongo                                                            | Georges Pompidou                          | dîner dans la galerie des Cotelle |
| 30 octobre 1971       | Léonid Brejnev                                                        | Georges Pompidou                          | Séjour du secrétaire général du PCUS au Grand Trianon |
| 6 décembre 1971       | Gnassingbé Eyadema                                                    | Georges Pompidou                          | |
| 15 mai 1972           | Reine Élisabeth II                                                    | Georges Pompidou                          | Séjour de la reine au Grand Trianon |
| juin 1972             | Reine Juliana des Pays-Bas                                            | Georges Pompidou                          | |
| 13 novembre 1972      | Président Suharto                                                     | Georges Pompidou                          | |
| avril 1973            | Président Luis Echeverría                                             | Georges Pompidou                          | |
| 15 mai 1973           | Roi Fayçal ben Abdelaziz Al Saoud                                     | Georges Pompidou                          | |
| octobre 1973          | Président Giovanni Leone                                              | Georges Pompidou                          | |
| 24 juin 1974          | Shah d'Iran                                                           | Valéry Giscard d'Estaing                  | |
| 11 mai 1976           | Félix Houphouët-Boigny                                                | Valéry Giscard d'Estaing                  | |
| 23 novembre 1976      | Roi Hassan II du Maroc                                                | Valéry Giscard d'Estaing                  | |
| 5 janvier 1978        | Jimmy Carter                                                          | Valéry Giscard d'Estaing                  | Gala de 4 000 personnes |
| 11 décembre 1978      | Hussein (roi de Jordanie)                                             | Valéry Giscard d'Estaing                  | |
| 8 octobre 1979        | António Ramalho Eanes                                                 | Valéry Giscard d'Estaing                  | Dîner au Grand Trianon |
| 4 au 6 juin 1982      | Sommet du G7                                                          | François Mitterrand                       | Grand Trianon, salle du Sacre, Galerie des Batailles |
| octobre 1985          | Mikhaïl Gorbatchev                                                    | François Mitterrand                       | Séjour du secrétaire général du PCUS au Grand Trianon |
| 17 au 19 février 1986 | Sommet de la Francophonie                                             | François Mitterrand                       | Sommet extraordinaire de la Francophonie. |
| 5 février 1992        | Boris Eltsine                                                         | François Mitterrand                       | Séjour du président russe au Grand Trianon |
| 24 juin 2000          | Jean Chrétien                                                         | Lionel Jospin                             | Plantation d'un érable canadien dans le Jardin du Roi |
| 23 janvier 2006       | Angela Merkel                                                         | Jacques Chirac                            | |
| 14 décembre 2007      | Mouammar Kadhafi                                                      | Nicolas Sarkozy                           | |
| 6 avril 2010          | Recep Tayyip Erdoğan                                                  | François Fillon                           | Concert de musique turque à l'Opéra royal |
| 26 mars 2014          | Xi Jinping                                                            | François Hollande                         | Concert à l'Opéra royal. |
| 29 mai 2017           | Vladimir Poutine                                                      | Emmanuel Macron                           | Inauguration de l’exposition sur Pierre le Grand au Grand Trianon. |
| 12 septembre 2018     | Naruhito                                                              | Emmanuel Macron                           | Concert à l'Opéra royal. |
| 20 septembre 2023     | Roi Charles III                                                       | Emmanuel Macron                           | Banquet devant initialement se tenir le 27 mars 2023, il fut reporté, compte tenu du mouvement social contre la réforme des retraites.                                                      |

## Sources
: document utilisé comme source pour la rédaction de cet article.
- Eudore Soulié, Notice du Musée Impérial de Versailles, Paris, Charles de Mourgues frères, 1859, 2e éd., p. XV-LXXV
- Denis Rolland, Didier Georgakakis et Yves Déloye, Les Républiques en propagande : Pluralisme politique et propagande, entre déni et institutionnalisation, Paris, L'Harmattan, 2006, 484 p. (ISBN 978-2-296-01781-8)